# Pomponema sedecima
Pomponema sedecima is een rondwormensoort uit de familie van de Cyatholaimidae. De wetenschappelijke naam van de soort is voor het eerst geldig gepubliceerd in 1973 door Platt.